# Mojsiej Kogan
Mojsiej Kogan (ros. Моисе́й Герцевич Ко́ган, franc. Moïse Kogan, ur. 24 maja 1879 w Orgiejewie (Besarabia), obecnie Orhei (Mołdawia), zm. 3 marca 1943 w KL Auschwitz) – działający we Francji rzeźbiarz i grafik pochodzenia rosyjsko-żydowskiego).

## Życiorys
Początkowo zajmował się sztuką jako samouk. W roku 1889 rozpoczął naukę u Simona Holóssyego w węgierskiej kolonii artystów Baia Mare, węg. Nagybánya. W roku 1903 zamieszkał w Monachium, gdzie kształcił się okresowo w Akademii Sztuk Pięknych u Wilhelma von Rümanna. W roku 1909 został członkiem nowo utworzonej grupy Neue Künstlervereinigung München (Nowe Zrzeszenie Artystów w Monachium). 
Z inicjatywy mecenasa sztuki Karla Ernsta Osthausa był krótko nauczycielem w Muzeum Folkwang w Hagen, lecz powrócił do Monachium i wkrótce zamieszkał w Paryżu. Wielokrotnie zmieniał miejsce zamieszkania, przebywał w Szwajcarii i Berlinie.
Kogan przyjaźnił się m.in. z Wasilijem Kandinskim, Aleksiejem Jawlenskim i Aristide Maillolem. Był członkiem i jurorem paryskiego Salonu Jesiennego. Od roku 1925 często bywał w Holandii, gdzie był zaprzyjaźniony w wieloma kolekcjonerami sztuki i marszandami. 
Od roku 1933 był niepożądany w Niemczech ze względu na pochodzenie, kilka jego prac znalazło się na wystawie sztuki zdegenerowanej w Monachium w roku 1937. Nie pomógł mu fakt, że wcześniej był zaprzyjaźniony z rzeźbiarzem Arno Brekerem, późniejszym ulubieńcem Adolfa Hitlera. W okresie II wojny światowej przebywał w Paryżu, gdzie został 22 lutego 1943 aresztowany i przewieziony do Oświęcimia, gdzie zginął 3 marca 1943.

## Twórczość
Kogan rozpoczął działalność twórczą od kamei, plakiet, waz, haftów i rysunków. Dopiero dzięki zetknięciu się w Paryżu z rzeźbiarzami Aristide Maillolem i Auguste Rodinem zajął się rzeźbą, szczególnie aktem kobiecym. Tworzył niewielkie rzeźby w terakocie i gipsie. Nie starczyło mu środków, by swe dzieła utrwalić w odlewach z brązu. 
W latach dwudziestych sporządził liczne drzewo- i linoryty, a także miedzioryty. Rysował kredą, węglem i sangwiną. Nie dbał o zachowanie swojego dorobku, wiele dzieł ocalało jedynie przypadkiem. Czasami sprzedawał swoje dzieła na ulicy przypadkowym przechodniom. 
Obecnie zachowane dzieła znalazły się w zbiorach prywatnych oraz w muzeach, jak w Stedelijk Museum w Amsterdamie, Muzeum Folkwang w Essen, w Muzeum Ludwig w Kolonii i wielu innych.